# جان-لويس رو
جان-لويس رو (بالإنجليزية: Jean-Louis Roux)‏ هو سياسي ومترجم وممثل كندي، ولد في 18 مايو 1923 بمونتريال في كندا، وتوفي بنفس المكان في 28 نوفمبر 2013. من الجوائز التي نالها جائزة دينيس بيليتييه ‏ وجائزة مولسون ‏ سنة 1976.

## جوائز
- جائزة دينيس بيليتييه [الإنجليزية]‏
- جائزة مولسون [الإنجليزية]‏ (1976)

## وصلات خارجية
- جان-لويس رو على موقع IMDb (الإنجليزية)
- جان-لويس رو على موقع ألو سيني (الفرنسية)
- جان-لويس رو على موقع أول موفي (الإنجليزية)
- جان-لويس رو على موقع قاعدة بيانات برودواي على الإنترنت (الإنجليزية)
- جان-لويس رو على موقع قاعدة بيانات الأفلام السويدية (السويدية)
- جان-لويس رو على موقع قاعدة بيانات الفيلم (الإنجليزية)
- جان-لويس رو على موقع كينوبويسك (الروسية)